# Niweleta
Niweleta – linia łącząca punkty wysokościowe, wyznaczające projektowany profil budowli, np. korony drogi lub nasypu, dna rowu.